# Ralf Böhme (Politiker)
Ralf Böhme (* 1973 in Dresden) ist ein deutscher Politiker (BSW).

## Leben und Beruf
Ralf Böhme ist als Bau- und Immobilienunternehmer tätig und lebte zeitweise in Moskau.
Böhme hat seinen Wohnsitz in Dresden, ist verheiratet und hat zwei Kinder. Er ist Vorstandsmitglied des Sportvereins SC Borea Dresden.

## Politik
Ralf Böhme trat 2024 dem Bündnis Sahra Wagenknecht (BSW) bei. Zur Landtagswahl in Sachsen 2024 erhielt er Platz 15 auf der Landesliste des BSW, was für den Einzug in den 8. sächsischen Landtages ausreichte. Des Weiteren ist er Fraktionsvorsitzender der BSW-Fraktion im Dresdner Stadtrat und Beisitzer im Landesvorstand des BSW Sachsen.

## Positionen
Böhme kritisiert die Unterstützung der Ukraine durch Deutschland und bezeichnet den Russisch-Ukrainischen Krieg als „Stellvertreterkrieg“.